# Новий Алькатрас
«Новий Алькатрас» (англ. New Alcatraz) — американський науково-фантастичний бойовик з елементами фільму жахів 2002 року режисера Філліпа Рота з Діном Кейном у головній ролі.

## Сюжет
У найбезпечнішій у світі в'язниці Новий Алькатрас, розташованій у Північно-Східній Антарктиді, проводять буріння, яке випадково звільняє гігантського удава з льоду. Змія прогризає дірку в кризі, охорона виявляє її кілька днів по тому. Однак під час огляду нори змія пролазить у в'язницю, внаслідок чого троє працівників було вбито. Охорона посилає сигнал лиха, який отримують військові США. Для пошуку вони наймають палеонтологів Роберта Трентана та його дружину Джессіку. У тюрмі вони знаходять живими лише начальника служби безпеки Квінна та наглядача Фреда Райлі.
Під час пошуку змії частина загону гине від удава, а решту команди та Квінна вбиває вибух газу. Змія починає переслідувати Роберта та Джессіку, і здається жінку було вбито. У кімнаті охорони Роберт переконує Райлі звільнити ув'язнених. Під час втечі один з в'язнів Келлі Мітіч намагається врятувати себе. Змія спричиняє черговий вибух газу, Райлі не вдається вижити. Тим часом, інша група на чолі з російським ув'язненим Юрієм Брешковим знаходить Джессіку живою, і вона приєднується до них. Після втрати ще двох Юрій та Джессіка вибігають на поверхню. Тим часом Роберт і в'язень Патрисія О'Бойл намагаються втекти, це вдається лише чоловіку. Роберт, Джессіка та Юрій сідають на військовий літак, однак змія, підкравшись, вбиває одного з пілотів. Юрій разом зі змією падають з літака та розбиваються. Збиті з пантелику Роберт і Джессіка запитують пілота, чи може він ще літати, на що той відповідає питанням, чи змія все ще в задній частині літака.

## У ролях
| Актор           | Роль                          |
| --------------- | ----------------------------- |
| Дін Кейн        | доктор Роберт Трентон         |
| Елізабет Лейкі  | доктор Джессіка Платт-Трентон |
| Марк Шепард     | Юрій Брешків                  |
| Дін Біауччі     | майор Ларстен                 |
| Крейг Воссон    | Фред Райлі                    |
| Гранд Л. Буш    | сержант Квінн                 |
| Річард Таннер   | Пітер Ювол                    |
| Аманда Рейн     | Патрисія О'Бойл               |
| Грег Коллінз    | Скотт Полусо                  |
| Гері Гершбергер | Гудман                        |
| Дана Ешбрук     | Келлі Мітіч                   |
| Роберт Мадрид   | Хосе                          |
| Кріс Уфланд     | Дженкінс                      |
| Крістофер Майкл | капітан Томас                 |
| Рон Отіс        | Мак-Карті                     |

## Критика
Фільм вийшов, щоб конкурувати з «Пітоном 2» (2002), продовженням одного з найпопулярніших фільмів, зроблених для телебачення про змій усіх часів. Він став критичною невдачею, в оглядах наголошується на поганій акторській грі та поганих спецефектах.

## Сиквел
«Зміїна битва» вийшла після успіху франшизи «Пітон» та невдачі «Нового Алькатрасу»; сиквел також став критичним провалом. Режисери фільму вирішили здійснити кросовер із «Пітона» та «Нового Алькатрасу», залучившии два види змій, які воюють між собою. Продовження було натхненне «Чужим проти Хижака» (2004).

## Випуск
DVD та VHS версії вийшли у 2010 року, але їх можна знайти в Інтернеті та на Netflix.